# アルテム・ロボフ
アルテム・ロボフ（ロシア語: Артём Лобов, ラテン文字転写: Artem Lobov, 1986年8月11日 - ）は、ロシアの男性総合格闘家。ロシア・ソビエト連邦社会主義共和国ゴーリキー出身。アイルランド共和国ダブリン在住。アーテム・ロボフとも表記される。

## 来歴
ロシア・ソビエト連邦社会主義共和国ゴーリキー（現ロシア連邦ニジニ・ノヴゴロド）出身。16歳の時にロシアからアイルランドへ移住し、21歳から格闘技のトレーニングを始めた。

### 総合格闘技
2010年11月27日、24歳でプロ総合格闘技デビュー。

#### The Ultimate Fighter
2015年9月、リアリティ番組「The Ultimate Fighter 22」に参加し、チームメイトのコナー・マクレガーがコーチを務めるチーム・マクレガーに所属。合宿所入りを懸けたプレリミナリー・ファイトでメディ・バグダッドに判定負けを喫したが、各チーム1名ずつの敗者復活枠に選ばれ、ライト級トーナメントに参戦した。1回戦でジェームズ・ジェンキンスと対戦し、右フックでダウンを奪い、パウンドでTKO勝ち。準々決勝でクリス・グレッツェマーカーと対戦し、左フックでKO勝ち。準決勝でジュリアン・エロサと対戦し、左フックの連打でKO勝ちを収め、決勝進出を果たした。
2015年12月11日、The Ultimate Fighter 22 Finaleで行われたライト級トーナメント決勝でライアン・ホールと対戦し、判定負け。準優勝に終わった。

#### UFC
2016年2月6日、フェザー級に階級を落としてUFC Fight Night: Hendricks vs. Thompsonでアレックス・ホワイトと対戦し、判定負け。
2016年11月19日、UFC Fight Night: Mousasi vs. Hall 2で石原夜叉坊と対戦し、判定勝ち。
2017年4月22日、UFC Fight Night: Swanson vs. Lobovでフェザー級ランキング4位のカブ・スワンソンと対戦し、判定負け。敗れはしたものの、戦前の予想を覆す健闘を見せ、ファイト・オブ・ザ・ナイトを受賞した。
2018年4月7日、UFC 223でアレックス・カセレスと対戦予定だったが、大会前にコナー・マクレガーが起こした選手バス襲撃事件に加担していたことが発覚したため、試合がキャンセルされた。事件の発端は、選手が宿泊していたホテルでロボフとハビブ・ヌルマゴメドフのチームが口論になったことであった。
2018年10月27日、UFC Fight Night: Volkan vs. Smithでヌルマゴメドフのチームメイト、ズバイラ・ツフゴフと対戦予定だったが、同月6日のUFC 229でハビブ・ヌルマゴメドフ対コナー・マクレガーの試合後に両陣営の乱闘が起こり、セコンドについていたツフゴフにも出場停止処分が課されたため、代役のマイケル・ジョンソンと対戦することになった。緊急オファーを受けたジョンソンは前日計量で規定体重を1ポンド超過したため、ファイトマネーから20%の罰金を課せられた上で試合が行われ、ロボフが判定負けを喫した。3連敗を喫し、UFCからリリースされた。

### ベアナックル・ボクシング
2019年2月、ベアナックル・ボクシング団体のBare Knuckle Fighting Championshipと契約したことが発表された。
2019年4月6日、Bare Knuckle FC 5で元UFCファイターのジェイソン・ナイトと対戦し、判定勝ち。
2019年6月23日、Bare Knuckle FC 6で元ボクシング世界二階級王者のポール・マリナッジと対戦し、判定勝ち。
2021年7月24日、ウクライナのキエフで行われたベアナックル・ボクシングの試合で、ロンドンオリンピックのボクシング銀メダリストでプロボクサーのデニス・ベリンチクと対戦し、4RTKO負けを喫した。

## 戦績

### プロ総合格闘技
| 総合格闘技 戦績 | 総合格闘技 戦績 | 総合格闘技 戦績 | 総合格闘技 戦績 | 総合格闘技 戦績 | 総合格闘技 戦績 | 総合格闘技 戦績 |
| --------------- | --------------- | --------------- | --------------- | --------------- | --------------- | --------------- |
| 30 試合         | (T)KO           | 一本            | 判定            | その他          | 引き分け        | 無効試合        |
| 13 勝           | 4               | 2               | 7               | 0               | 1               | 1               |
| 15 敗           | 1               | 2               | 12              | 0               | 1               | 1               |

| 勝敗 | 対戦相手                   | 試合結果                     | 大会名                                                       | 開催年月日     |
| ×    | マイケル・ジョンソン       | 5分3R終了 判定0-3            | UFC Fight Night: Volkan vs. Smith                            | 2018年10月27日 |
| ×    | アンドレ・フィリ           | 5分3R終了 判定0-3            | UFC Fight Night: Cowboy vs. Till                             | 2017年10月21日 |
| ×    | カブ・スワンソン           | 5分5R終了 判定0-3            | UFC Fight Night: Swanson vs. Lobov                           | 2017年4月22日  |
| ○    | 石原夜叉坊                 | 5分3R終了 判定3-0            | UFC Fight Night: Mousasi vs. Hall 2                          | 2016年11月19日 |
| ○    | クリス・アヴィラ           | 5分3R終了 判定3-0            | UFC 202: Diaz vs. McGregor 2                                 | 2016年8月20日  |
| ×    | アレックス・ホワイト       | 5分3R終了 判定0-3            | UFC Fight Night: Hendricks vs. Thompson                      | 2016年2月6日   |
| ×    | ライアン・ホール           | 5分3R終了 判定0-3            | The Ultimate Fighter 22 Finale 【ライト級トーナメント 決勝】 | 2015年12月11日 |
| ○    | ラスル・ショフハロフ       | 2R 1:32 腕ひしぎ十字固め     | ACB 13: Poland vs. Russia                                    | 2015年1月31日  |
| △    | パヴェル・キエレク         | 5分3R終了 判定ドロー         | Fighters Arena 10                                            | 2014年11月22日 |
| ○    | アンドリュー・フィッシャー | 3R 4:59 TKO（パンチ連打）    | Cage Warriors 70                                             | 2014年8月16日  |
| ×    | マイケル・ドイル           | 5分3R終了 判定0-3            | Clan Wars 19 【Clan Warsライト級タイトルマッチ】             | 2014年6月7日   |
| ×    | アンドレ・ウィナー         | 5分3R終了 判定0-3            | All or Nothing 6 【ライト級トーナメント 決勝】               | 2014年5月3日   |
| ○    | アリ・マクリーン           | 5分3R終了 判定2-1            | All or Nothing 6 【ライト級トーナメント 準決勝】             | 2014年5月3日   |
| ×    | アレックス・エンルンド     | 1R 2:24 リアネイキドチョーク | Cage Warriors 65                                             | 2014年3月1日   |
| ○    | マーチン・スヴェンソン     | 2R 3:51 TKO（パンチ連打）    | Trophy MMA 3: New Year's Bash 2                              | 2013年12月28日 |
| ×    | クリスティアン・ホーリー   | 5分3R終了 判定3-0            | OMMAC 19: Vendetta                                           | 2013年11月30日 |
| ○    | カミル・グニャデク         | 5分3R終了 判定3-0            | Immortals Fight Promotions 1                                 | 2013年8月31日  |
| ○    | アンディ・グリーン         | 1R TKO（肘打ち連打）         | Immortal Fighting Championship 8                             | 2013年6月8日   |
| ○    | アレックス・レイチ         | 5分3R終了 判定2-1            | Cage Contender 17: Rooney vs. Philpott                       | 2013年5月25日  |
| ―    | アーサー・ソーウィンスキー | 5分3R終了 ノーコンテスト     | Celtic Gladiator 5                                           | 2012年9月28日  |
| ×    | ジェイ・ファーネス         | 5分3R終了 判定0-3            | Cage Warriors Fight Night 7                                  | 2012年9月1日   |
| ○    | シェイ・ウォルシュ         | 3R 0:22 TKO（パンチ連打）    | OMMAC 14: Bring the Pain                                     | 2012年7月28日  |
| ×    | アレイク・マーガリアン     | 5分3R終了 判定0-3            | Pancrase Fighting Championship 4                             | 2012年4月14日  |
| ○    | カミル・コリツキー         | 5分3R終了 判定3-0            | Cage Warriors: 46                                            | 2012年2月23日  |
| ×    | サウル・ロジャース         | 5分3R終了 判定1-2            | Budo 3: Rogers vs. Lobov                                     | 2011年11月5日  |
| ×    | マイク・ウィルキンソン     | 2R 3:52 TKO（パンチ連打）    | Raw 1: Enter Colosseum                                       | 2011年9月11日  |
| ×    | スティーブ・オキーフ       | 3R 1:24 リアネイキドチョーク | Cage Warriors 43                                             | 2011年7月9日   |
| ○    | ウチェ・イイークウェ       | 3R 1:07 三角絞め             | OMMAC 10: Step in the Arena                                  | 2011年6月4日   |
| ○    | デイブ・ヒル               | 5分3R終了 判定3-0            | Cage Warriors 41                                             | 2011年4月24日  |
| ×    | パトリック・ヴィッカース   | 5分3R終了 判定0-3            | Cage Warriors 39: The Uprising                               | 2010年11月27日 |

### 総合格闘技エキシビション
| 勝敗 | 対戦相手                   | 試合結果                         | 大会名                                             | 開催年月日     |
| ○    | ジュリアン・エロサ         | 1R 1:00 KO（左フック）           | The Ultimate Fighter: Team McGregor vs. Team Faber | 2015年12月9日  |
| ○    | クリス・グレッツェマーカー | 2R 3:15 TKO（左フック）          | The Ultimate Fighter: Team McGregor vs. Team Faber | 2015年11月25日 |
| ○    | ジェームズ・ジェンキンス   | 1R 4:07 TKO（右フック→パウンド） | The Ultimate Fighter: Team McGregor vs. Team Faber | 2015年11月11日 |
| ×    | メディ・バグダッド         | 5分2R終了 判定0-2                | The Ultimate Fighter: Team McGregor vs. Team Faber | 2015年9月9日   |

### ベアナックル・ボクシング
| 戦           | 日付           | 勝敗 | 時間    | 内容    | 対戦相手           | 国籍           | 備考 |
| ------------ | -------------- | ---- | ------- | ------- | ------------------ | -------------- | ---- |
| 1            | 2019年4月6日   | 勝利 | 2分5R   | 判定3-0 | ジェイソン・ナイト | アメリカ合衆国 |      |
| 2            | 2019年6月23日  | 勝利 | 2分5R   | 判定3-0 | ポール・マリナッジ | アメリカ合衆国 |      |
| 3            | 2019年11月16日 | 敗北 | 5R 0:27 | TKO     | ジェイソン・ナイト | アメリカ合衆国 |      |
| 4            | 2021年7月24日  | 敗北 | 4R 2:00 | TKO     | デニス・ベリンチク | ウクライナ     |      |
| テンプレート |                |      |         |         |                    |                |      |

## 表彰
- UFC ファイト・オブ・ザ・ナイト（1回）